# موزه سلفی

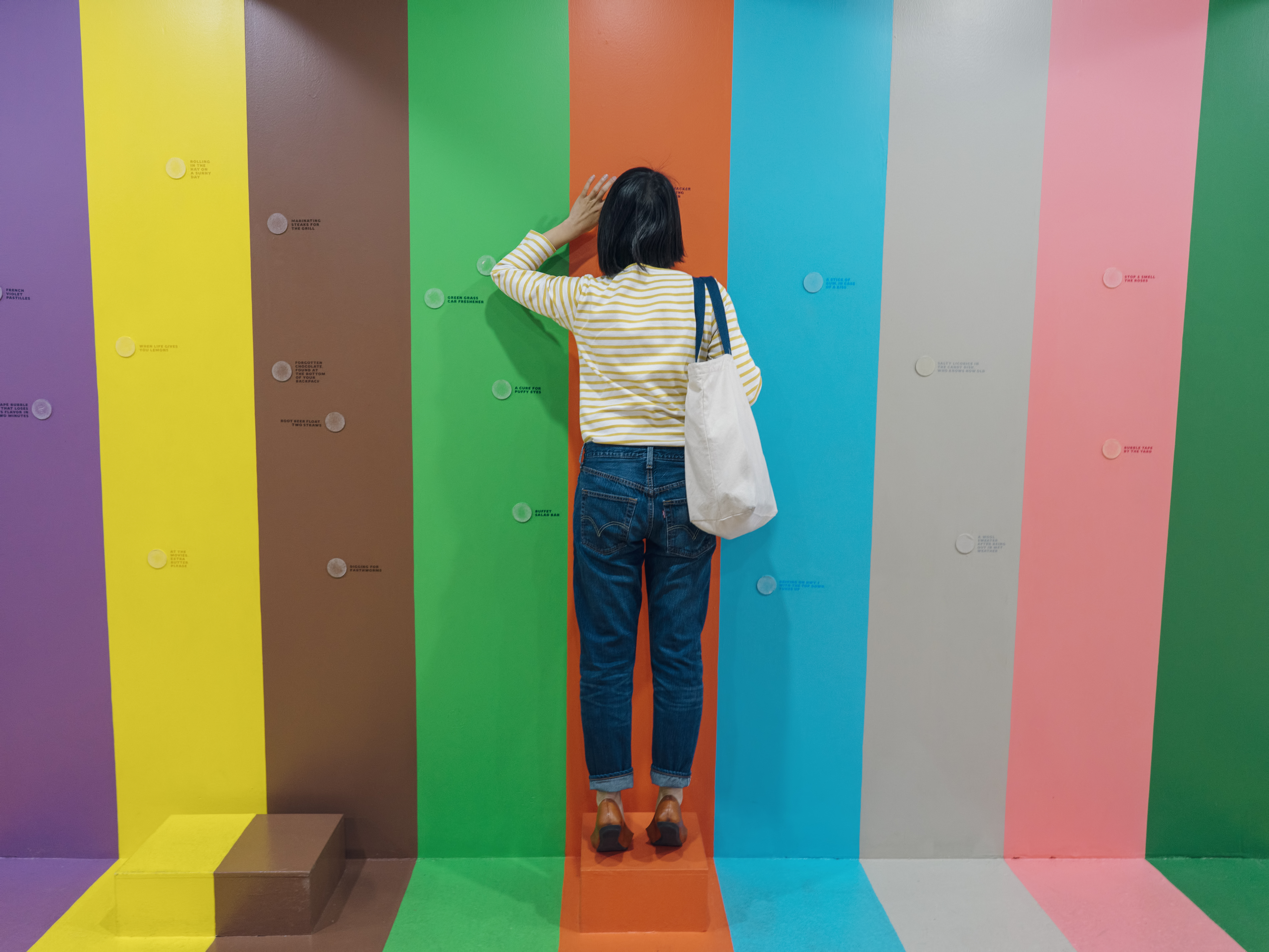
یک دیوار در کارخانه رنگ.

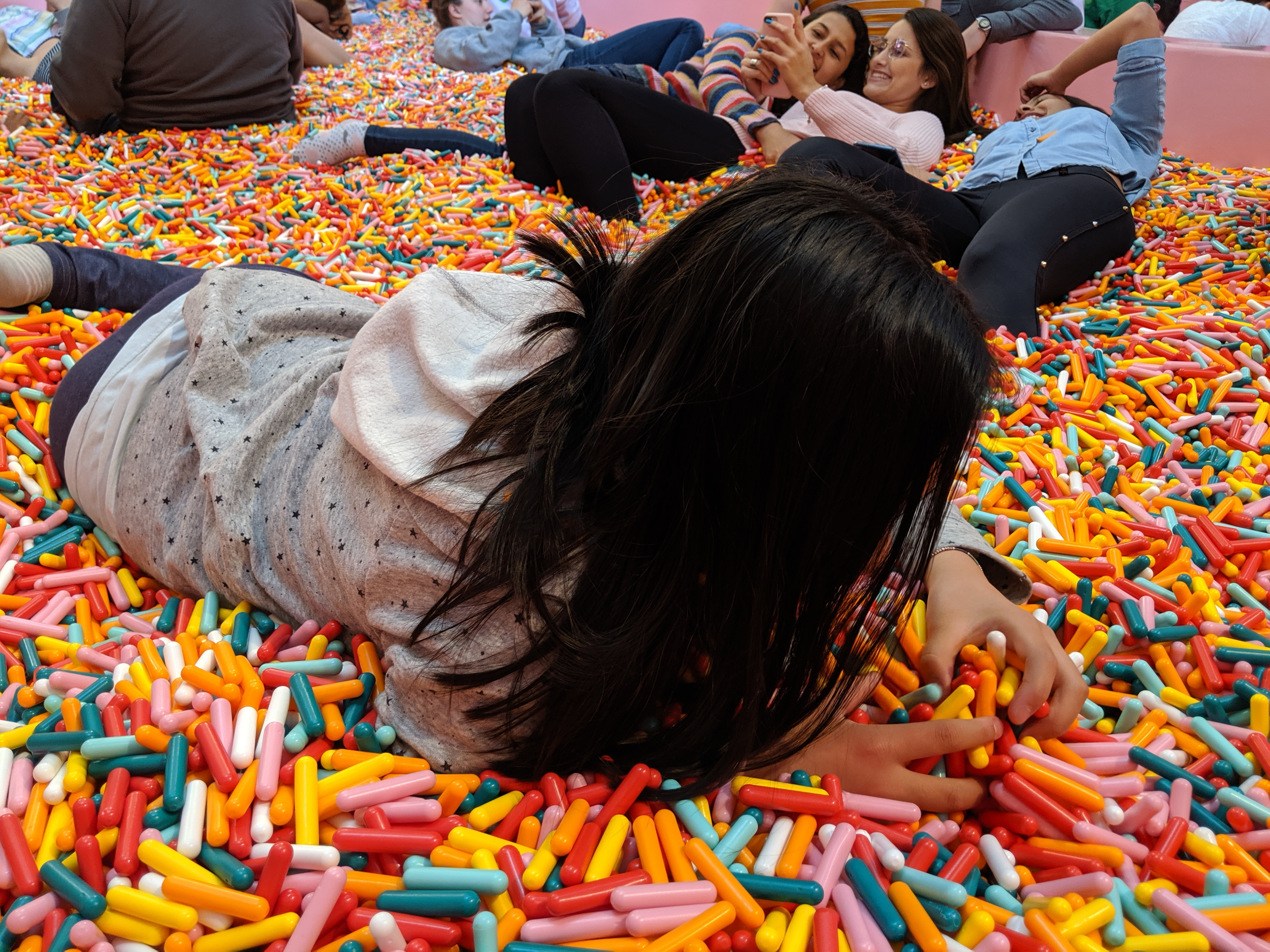
بازدیدکنندگان در استخری از آبپاش‌های بزرگ در موزه بستنی ژست می‌گیرند.

موزه سلفی یا موزه اینستاگرام نوعی گالری هنری یا اینستالیشن است که به منظور ایجاد محیطی برای بازدیدکنندگان برای ژست گرفتن در عکس‌هایی که در سایت‌های رسانه‌های اجتماعی مانند اینستاگرام ارسال می‌شوند، طراحی شده است. ویژگی‌های معمولی نمایشگاه‌های موجود در موزه سلفی شامل پس‌زمینه‌های رنگارنگ، لوازم بزرگ و ابزارهای نوری مانند آنامورفوسیس است.
29Rooms، یک چیدمان هنری غوطه ور سه روزه که توسط ریفاینری۲۹ در سال ۲۰۱۵ در شهر نیویورک ایجاد شد، به عنوان اولین نمونه از موزه اینستاگرام شناخته شده است. موزه بستنی که در سال ۲۰۱۶ افتتاح شد، به عنوان کاتالیزور اصلی موزه‌های سلفی نیز شناخته می‌شود. طبق گزارش‌ها، تا سال ۲۰۱۹، ده‌ها موزه سلفی در سراسر ایالات متحده وجود داشت. موزه‌های سلفی در سال ۲۰۲۰ با چالش‌هایی مواجه شدند که بیشتر آنها مجبور شدند به‌طور موقت به دلیل همه‌گیری COVID-19 تعطیل شوند.
برخی از مفسران استفاده از واژه موزه برای توصیف این مؤسسات را مورد انتقاد قرار داده‌اند. برخلاف موزه‌های سنتی، که اغلب سازمان‌های غیرانتفاعی با مأموریت آموزشی هستند، موزه‌های سلفی تقریباً همیشه کسب‌وکارهایی انتفاعی هستند و از طریق هزینه‌های پذیرش و در برخی موارد، حمایت‌های شرکتی کسب درآمد می‌کنند. ماریلیس بان بنیانگذار موزه بستنی نسبت به استفاده از این کلمه ابراز پشیمانی کرده است و اصطلاح "experium" (پرمانتویی از "تجربه" و "موزه") را برای توصیف چنین مشاغلی ابداع کرده است.
موزه‌های سلفی نمونه ای از تجارت تجربی هستند. بسیاری از موزه‌های سلفی فقط برای چند ماه در یک مکان خاص افتتاح می‌شوند، در حالی که برخی دیگر دائمی هستند.

## نمونه‌های قابل توجه
- کارخانه رنگ
- موزه دسر
- موزه بستنی
- موزه پیتزا